# Giulia (lutadora)
Eimi Gloria Matsudo, mais conhecida pelo nome de ringue Giulia (ジュリア, Juria, nascida em 21 de fevereiro de 1994), é uma lutadora profissional japonesa. Atualmente ela trabalha para a WWE, onde atua na marca SmackDown, sendo a atual campeã feminina dos Estados Unidos da WWE em seu primeiro reinado. Ela foi uma vez campeã feminina do NXT. Ela é mais conhecida por seu tempo na World Wonder Ring Stardom e na New Japan Pro Wrestling, onde lutou de 2019 a 2024 (Stardom) e de 2020 a 2024 (NJPW), e se tornou uma das principais estrelas femininas de ambas as empresas durante suas passagens. Ela lutou pela Ice Ribbon de 2017 a 19 e pela Dream Star Fighting Marigold em 2024.
Matsudo fez sua estreia no wrestling profissional em 2017 na promoção Ice Ribbon, onde conquistou o International Ribbon Tag Team Championship uma vez ao lado de Tequila Saya. Ela deixou a Ice Ribbon em outubro de 2019 e estreou na Stardom, onde conquistou uma vez o World of Stardom Championship, uma vez o Wonder of Stardom Championship, uma vez o Goddesses of Stardom Championship e duas vezes o Artist of Stardom Championship. Ela também foi a vencedora do Torneio Cinderela de 2020 e do 5 Star Grand Prix de 2022 e foi a fundadora e líder do grupo Donna Del Mondo. Em 2020, Matsudo recebeu o Grande Prêmio de Luta Livre Feminina da Tokyo Sports.

## Início de vida
Eimi Gloria Matsudo nasceu em Londres, Inglaterra, filha de pai italiano e mãe japonesa, que estava estudando lá. Um ano após seu nascimento, eles voltaram e ela foi criada na província japonesa de Chiba. Ela trabalhou como gerente em um restaurante italiano antes de se inscrever para treinar como lutadora profissional na Ice Ribbon em 2017. Em uma entrevista para Shūkan Bunshun em 2022, Matsudo revelou que sofreu bullying quando criança devido à sua origem mestiça, o que foi o motivo para ela frequentar uma escola secundária particular.

## Carreira na luta livre profissional

### Ice Ribbon (2017–2019)

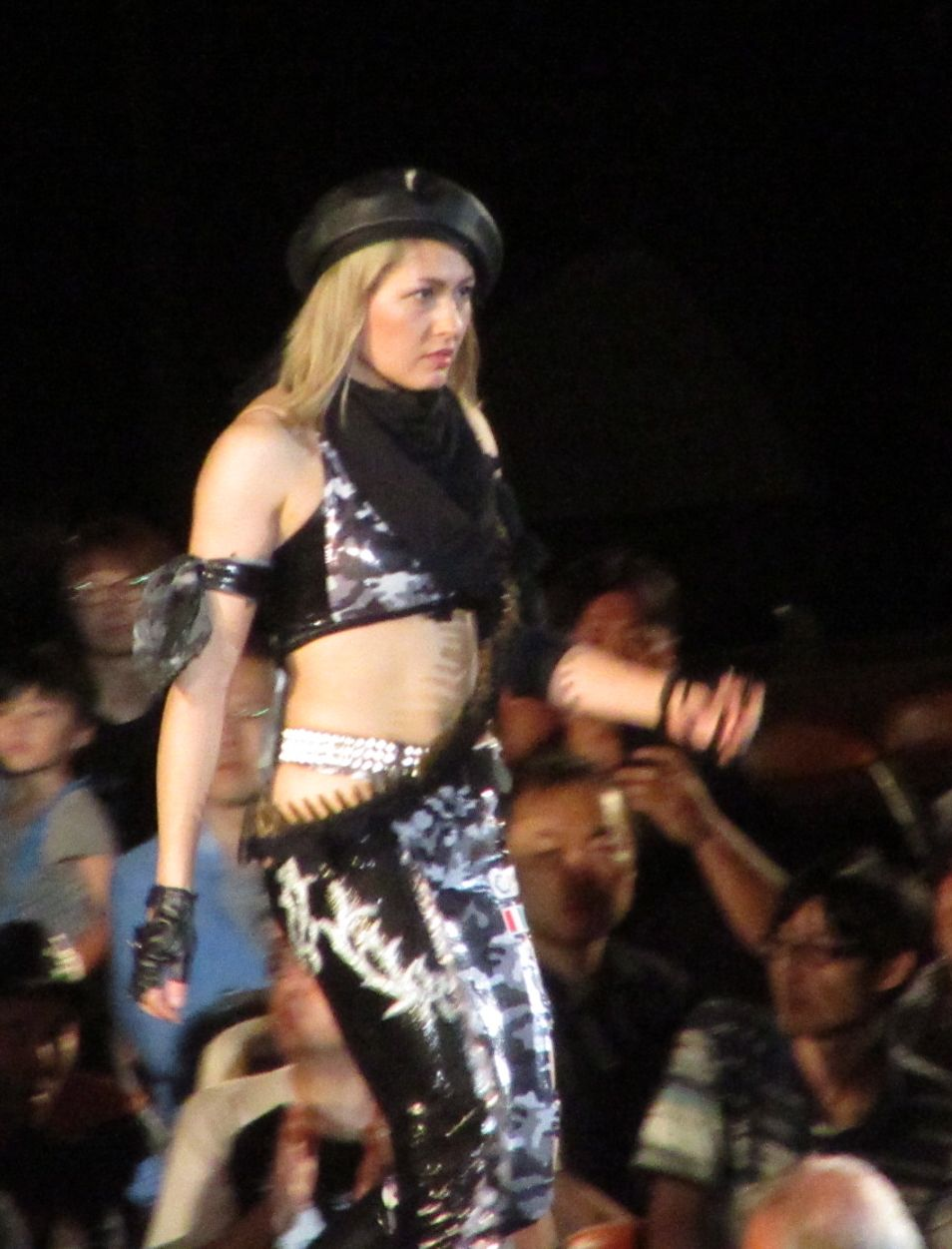
Giulia em agosto de 2018.

Matsudo, conhecida pelo nome de ringue Giulia, fez sua estreia no wrestling profissional no New Ice Ribbon #845, evento promovido pela Ice Ribbon em 29 de outubro de 2017, fazendo parceria com o lendário Takako Inoue na derrota para Nao Date e Satsuki Totoro. Em novembro, ela entrou no Torneio Young Ice onde foi eliminada por Totoro na primeira rodada. Em abril de 2018, ela lutou contra a "ace" da Ice Ribbon, Tsukasa Fujimoto, pela primeira vez, perdendo em 39 segundos. Em 24 de setembro, Giulia obteve sua primeira individual ao derrotar Asahi. No final do ano, Giulia começou uma rivalidade com Tequila Saya, que acabou trazendo os lutadores masculinos Shinya Aoki e Hideki Suzuki, que atuaram como mentores das lutadoras femininas e lhes ensinaram novos movimentos ao longo de sua rivalidade. Depois de uma luta em 31 de dezembro onde Tequila Saya e Hideki Suzuki foram derrotados por Giulia e Shinya Aoki, Giulia e Saya se reconciliaram e formaram uma dupla conhecida como Burning Raw. No final do ano, ela foi agraciada com o prêmio New Face da Ice Ribbon, o equivalente ao prêmio de estreante do ano. Em 27 de janeiro de 2019, o Burning Raw desafiou sem sucesso Kyuri e Maika Ozaki pelo International Ribbon Tag Team Championship. Depois de 17 de fevereiro, Giulia anunciou que tiraria um mês de folga do wrestling profissional devido a danos nos nervos do quadril. Depois de retornar, ela começou uma rivalidade com Maya Yukihi, que culminou com Giulia desafiando ela sem sucesso pelo ICE Cross Infinity Championship em 25 de maio. Em julho, o Burning Raw derrotou Maya Yukihi e Risa Sera para ganhar o International Ribbon Tag Team Championship. Após 3 meses como campeãs, o Burning Raw perdeu os títulos de volta para Yukihi e Sera em 23 de setembro. Em 13 de outubro, Giulia anunciou que deixaria a Ice Ribbon.

### Circuito independente (2017–2024)
Em 1º de outubro de 2017, Giulia foi convidada por Toshiaki Kawada para competir em um dos seus shows Holy War, onde foi derrotada pela veterana Command Bolshoi. Semanas depois, Giulia foi derrotada por Aja Kong em uma luta individual pela promoção Oz Academy. Giulia fez várias aparições para o Big Japan Pro Wrestling em eventos onde o joshi puroresu também era promovido. A primeira foi em um show no dia 9 de junho de 2018, onde Giulia perdeu para Tequila Saya. No Torneio Tenka-Ichi Junior de 2018 da Pro Wrestling Zero1, em 18 de novembro, ela conquistou uma vitória contra Mochi Miyagi. No AWG Act In Osaka, um evento promovido pelo Actwres girl'Z em 21 de julho de 2019, Giulia desafiou sem sucesso Saori Anou pelo Campeonato da AgZ.

### World Wonder Ring Stardom (2019–2024)
Em 14 de outubro de 2019, Giulia anunciou que havia assinado com a World Wonder Ring Stardom. Em 8 de dezembro, ela fez sua estreia nos ringues da Stardom, onde derrotou Hazuki.
Durante janeiro de 2020, Giulia formou uma nova unidade chamada Donna Del Mondo, recrutando Maika e Syuri para o grupo. Em 8 de fevereiro, Donna Del Mondo derrotou o Queen's Quest (AZM, Momo Watanabe e Utami Hayashishita) para conquistar o Artist of Stardom Championship. Em 24 de março, Giulia derrotou Jungle Kyona, Watanabe, sua companheira de grupo Syuri e, finalmente, Natsuko Tora para ser coroada a vencedora do Torneio Cinderella de 2020. Em julho, iniciou-se uma rivalidade entre Giulia e Tam Nakano, inicialmente pelo Wonder of Stardom Championship, que continuaria intermitentemente por vários anos. Em 26 de julho, no Cinderella Summer in Tokyo, Giulia derrotou Nakano na final de um torneio de quatro mulheres para conquistar o vago Wonder of Stardom Championship, ganhando seu primeiro título individual. Em 3 de outubro, Giulia teve sua primeira defesa de título bem-sucedida, quando derrotou Nakano em uma revanche. Em outubro e novembro, Giulia e Maika competiram no Red Goddesses' Block da Goddesses of Stardom Tag League de 2020, sob o nome de equipe Crazy Bloom. Elas chegaram à final do torneio, onde perderam para o MOMOAZ. Em 14 de novembro, Donna Del Mondo perdeu o Artist of Stardom Championship para o Oedo Tai (Bea Priestley, Saki Kashima e Tora), encerrando seu reinado de 280 dias. No Sendai Cinderella 2020, em 15 de novembro, Giulia defendeu com sucesso o Wonder of Stardom Championship contra Konami. Em 20 de dezembro, Giulia defendeu o Wonder of Stardom Championship em uma luta título contra título contra a companheira de Donna Del Mondo, Syuri, que também defendia o SWA World Championship. A luta terminou em um empate por limite de tempo, com ambas as campeãs mantendo seus títulos.
Em 3 de março de 2021, no All Star Dream Cinderella, Giulia foi derrotada por Nakano em uma luta cabelo contra cabelo pelo Wonder of Stardom Championship, encerrando seu reinado de 220 dias. Após a luta, ela teve sua cabeça parcialmente raspada no ringue, com o restante sendo cortado nos bastidores. No Yokohama Dream Cinderella 2021, em 4 de abril, Giulia se uniu a Syuri para conquistar o Goddesses of Stardom Championship das companheiras de Donna Del Mondo, Maika e Himeka, após um confronto interno no grupo. Giulia e Syuri mais tarde nomearam sua equipe de duplas como Alto Livello Kabaliwan (português: "Loucura de Alto Nível"), frequentemente abreviada para ALK. Giulia chegou à segunda rodada do Torneio Cinderella de 2021 em 14 de maio, onde perdeu para Maika. No Yokohama Dream Cinderella 2021 em Summer, em 4 de julho, ALK defendeu com sucesso seu Goddesses of Stardom Championship contra o Stars (Mayu Iwatani e Koguma). Giulia participou do 5 Star Grand Prix de 2021, competindo no bloco Red Stars, mas se retirou do torneio após três lutas devido a várias lesões. Ela fez seu retorno aos ringues em 29 de dezembro, no Dream Queendom, onde venceu com sucesso Konami, que estava se despedindo da Stardom.

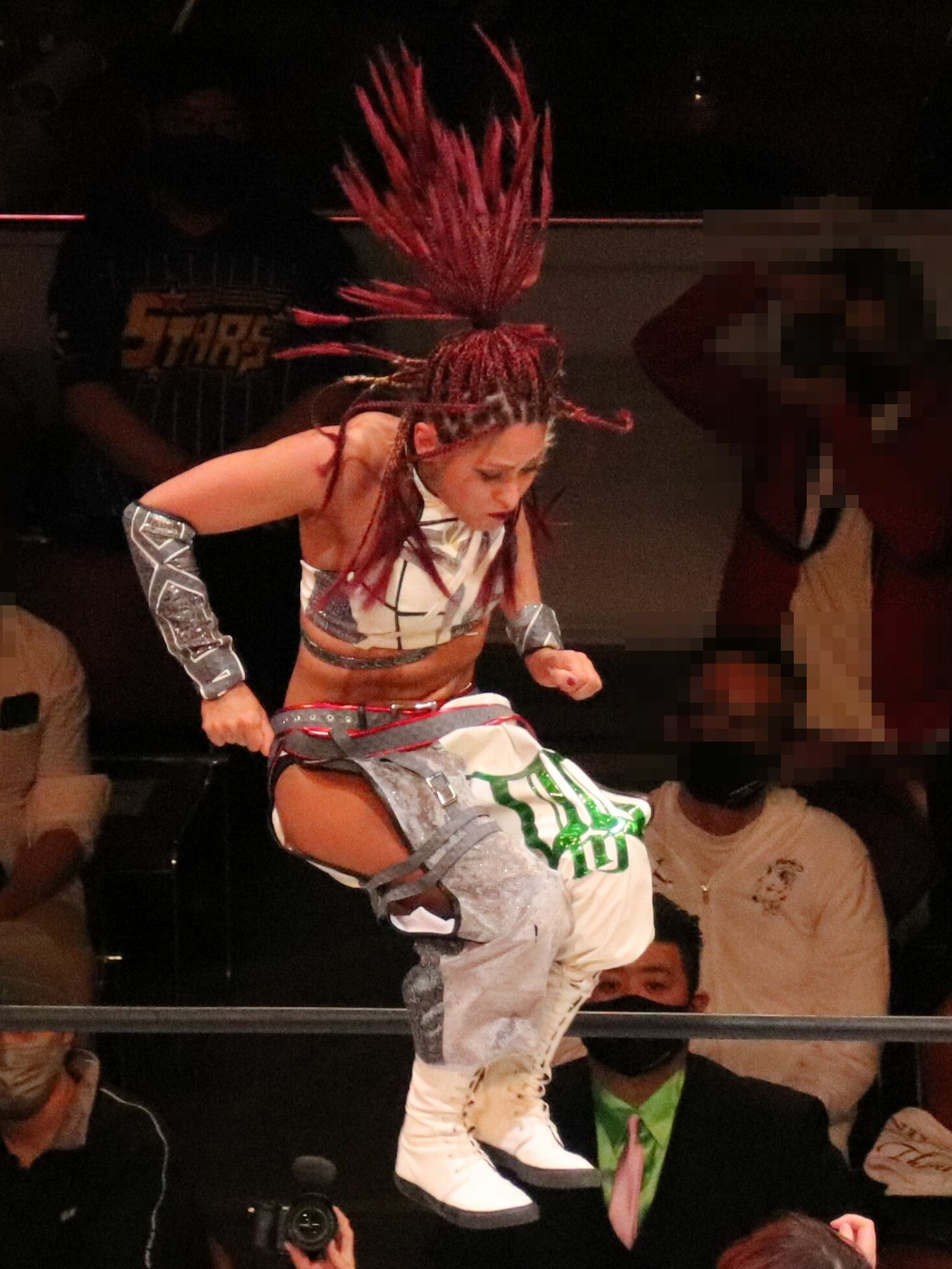
Giulia em 2022.

Em 3 de janeiro de 2022, Giulia revelou Thekla, da Ice Ribbon, e Mirai, da Tokyo Joshi Pro Wrestling, como as duas superestrelas mascaradas que vinham atacando diversas outras lutadoras no final de 2021. As três se uniram para derrotar o Cosmic Angels (Nakano, Mai Sakurai e Unagi Sayaka) em uma luta de trios. No Nagoya Golden Fight, em 29 de janeiro, Giulia lutou contra Iwatani em um empate por limite de tempo em uma luta pelo posto de desafiante nº 1 pelo World of Stardom Championship, o que garantiu a ambas uma oportunidade de lutar pelo título no World Climax 2022. Na primeira noite do evento, em 26 de março, Giulia desafiou Syuri pelo World of Stardom Championship, mas foi derrotada. Após a luta, Syuri anunciou que deixaria o Donna Del Mondo para seguir seu caminho e formar outro grupo, mais tarde revelado como God's Eye. Na segunda noite, em 27 de março, Giulia se uniu a Maika, Himeka e Thekla para enfrentar Risa Sera, Suzu Suzuki, Akane Fujita e Mochi Miyagi, do Prominence, com quem todas as membros do Donna Del Mondo estavam em uma rivalidade. No entanto, Suzuki afirmou que ainda não tinha terminado com Giulia, apesar da derrota de sua unidade, o que indicava que a rivalidade ainda estava em andamento. No Torneio Cinderella de 2022, Giulia chegou à segunda rodada em 10 de abril, onde foi derrotada por Koguma. No Flashing Champions, em 28 de maio, Giulia se uniu a Sakurai para enfrentar FWC pelo Goddesses of Stardom Championship, mas não teve sucesso. No Fight in the Top, em 26 de junho, Giulia, Maika e Sakurai enfrentaram Oedo Tai (Saki Kashima, Watanabe e Starlight Kid) e God's Eye (Syuri, Mirai e Ami Sourei) em uma luta three-way pelo Artist of Stardom Championship, mas também não venceram. Giulia foi anunciada para competir no 5 Star Grand Prix de 2022, em 30 de julho. Ela venceu toda a competição no último dia do torneio, em 1º de outubro, derrotando Nakano na final. Em 29 de dezembro, no Dream Queendom 2, Giulia derrotou Syuri para conquistar o World of Stardom Championship pela primeira vez.
Em 4 de fevereiro de 2023, no Stardom Supreme Fight, Giulia teve sua primeira defesa bem-sucedida do World of Stardom Championship ao derrotar Suzuki. Em 4 de março, a segunda defesa de título de Giulia, contra Maya Yukihi, terminou em um dupla contagem. Mais tarde, foi reportado que o motivo do término da luta em dupla contagem foi devido a um heat real entre as duas. Em 23 de abril, no All Star Grand Queendom, Giulia perdeu o título para Nakano, encerrando seu reinado de 115 dias. Em 27 de maio, no Flashing Champions, Giulia, Sakurai e Thekla, conhecidas como as Baribari Bombers, derrotaram as campeãs do Artist of Stardom Championship, REStart (Kairi, Natsupoi e Saori Anou), para conquistar o título.
No New Years Stars 2024, em 3 de janeiro, as Baribari Bombers participaram do Triangle Derby de 2024. Após chegarem à final e decidirem defender o Artist of Stardom Championship, elas perderam a luta e o título para Abarenbo GE, encerrando seu reinado de 221 dias.
Em 27 de fevereiro de 2024, a Tokyo Sports informou que Giulia deixaria a Stardom ao final de seu contrato. Giulia teve sua última luta na Stardom em 12 de abril, fazendo equipe com Syuri contra Iwatani e Hanan.

### New Japan Pro-Wrestling (2020–2024)
Giulia participou de lutas de exibição organizadas pela New Japan Pro-Wrestling, em parceria com a World Wonder Ring Stardom, para promover as lutadoras femininas. Em 4 de janeiro de 2020, em sua primeira luta, Giulia fez equipe com Hana Kimura em uma derrota para Mayu Iwatani e Arisa Hoshiki na primeira noite do Wrestle Kingdom 14. Em 5 de janeiro, na segunda noite do Wrestle Kingdom 15, Giulia se uniu à companheira de grupo do Donna Del Mondo, Syuri, para derrotar Iwatani e Tam Nakano. Na segunda noite do Wrestle Grand Slam in MetLife Dome, em 4 de setembro, Giulia novamente fez equipe com Syuri para derrotar Momo Watanabe e Saya Kamitani. Em 20 de novembro de 2022, no Historic X-Over, Giulia fez equipe com Zack Sabre Jr. e derrotou Syuri e Tom Lawlor em uma luta de duplas mista.
Em 5 de julho de 2023, no NJPW Independence Day, Giulia derrotou Willow Nightingale e se tornou a campeã feminina strong da NJPW. Em 20 de agosto, no Multiverse United 2, Giulia lutou nos Estados Unidos pela primeira vez em sua carreira, onde defendeu com sucesso o Campeonato Feminino Strong contra Deonna Purrazzo, Gisele Shaw e Momo Kohgo. Giulia perdeu o Campeonato Feminino Strong para Stephanie Vaquer na Noite 2 do Torneio Stardom Cinderella de 2024, encerrando seu reinado de 249 dias.

### Dream Star Fighting Marigold (2024)
Em 15 de abril de 2024, o ex-executivo da Stardom, Rossy Ogawa, realizou uma coletiva de imprensa para anunciar sua nova promoção, Dream Star Fighting Marigold, com Giulia sendo uma das membros iniciais do plantel. Em 20 de maio, ela participou do evento principal da estreia da Marigold, Marigold Fields Forever, formando uma equipe com Utami Hayashishita, mas perdendo para Sareee e Bozilla. Ao final do evento, Giulia e Sareee foram programadas para uma luta individual no Marigold Summer Destiny, em 13 de julho de 2024. No entanto, no dia seguinte, foi anunciado pela Marigold que Giulia havia sofrido uma fratura no pulso, com suas lutas de curto prazo canceladas, o que colocou em dúvida sua luta contra Sareee pelo inaugural Marigold World Championship. No fim, o confronto aconteceu, mas Giulia não teve sucesso. Giulia então anunciou que sua última luta pela Marigold, antes de se transferir para a WWE, seria em 19 de agosto, contra Mai Sakurai, no Marigold Summer Gold Shine 2024. No evento, Giulia derrotou Sakurai.

### WWE (2024–presente)

#### NXT (2024–2025)
Em 5 de abril de 2024, Giulia foi flagrada tirando fotos com fãs na convenção mundial da WWE. No dia seguinte, em 6 de abril de 2024, houve rumores de que Giulia havia assinado com a WWE e começaria em sua marca de desenvolvimento, NXT, assim que ela terminasse todas as suas aparições planejadas no Japão.  No NXT Stand & Deliver, ela foi mostrada no meio da multidão sentada com o vice-presidente de desenvolvimento de talentos globais William Regal e Rossy Ogawa. Em 11 de abril de 2024, em entrevista ao Tokyo Sport, Giulia disse que não poderia confirmar nenhum relato, mas faria um anúncio "em um futuro não muito distante". Em 1º de setembro de 2024, Giulia fez sua estreia oficial no NXT no No Mercy, após a defesa do Campeonato Feminino do NXT por Roxanne Perez, estabelecendo-se como face no processo. Na primeira semana da estreia do NXT na CW, em 1º de outubro, Giulia não conseguiu conquistar o título de Perez devido à interferência de Cora Jade, que fez seu retorno. No NXT Deadline , em 7 de dezembro, Giulia venceu o Iron Survivor Challenge feminino, garantindo uma luta pelo Campeonato Feminino do NXT no NXT: New Year's Evil, onde derrotou Perez e conquistou o título. Ela também participou de sua primeira luta Royal Rumble. No NXT Roadblock, em 11 de março, Giulia perdeu o título para a campeã norte-americana feminina do NXT Stephanie Vaquer em uma luta Winner Takes All, encerrando seu reinado após 63 dias. Posteriormente, foi relatado que Giulia havia sofrido uma lesão antes da luta e se afastaria para se recuperar.
Giulia retornou de lesão no episódio de 8 de abril do NXT, salvando Stephanie Vaquer de um ataque de Jordynne Grace e Jaida Parker, mas a atacou em seguida, transformando-se assim em vilã. Em seguida, desafiou Vaquer pelo Campeonato Feminino do NXT no NXT Stand and Deliver, em uma luta fatal four-way que também envolveu Grace e Parker. Giulia não venceu a luta, que terminou com Vaquer fazendo o pin em Parker. No episódio de 6 de maio do NXT, Giulia enfrentou Jordynne Grace em uma luta para definir a desafiante número um ao Campeonato Feminino do NXT, sendo derrotada. Essa foi sua última aparição no NXT.

#### SmackDown (2025–presente)
No dia 21 de abril, Giulia fez sua primeira aparição no plantel principal no episódio do Raw após a WrestleMania 41, ao lado de Roxanne Perez, interferindo na luta entre a campeã mundial feminina Iyo Sky e a campeã feminina do NXT Stephanie Vaquer. No episódio de 12 de maio do Raw, Giulia e Roxanne foram derrotadas por Sky e Rhea Ripley em uma luta de duplas. No episódio de 16 de maio do SmackDown, Giulia foi anunciada como a mais nova integrante da marca SmackDown. Na semana seguinte, Giulia fez sua estreia no SmackDown, derrotando Charlotte Flair e a campeã feminina dos Estados Unidos Zelina Vega em uma luta triple threat para se qualificar para a luta de escadas do Money in the Bank.

## Estilo de luta e persona
Durante seu tempo na Stardom, Giulia recebeu o apelido de "Beautiful Madness" (Bela Loucura). Um dos golpes de luta livre característicos de Giulia é o "Bianca", uma variação do crossface Scissored armlock/Rings of Saturn.

## Títulos e prêmios
- ESPN
  - ESPN a colocou na #11ª dos 30 melhores lutadores profissionais com menos de 30 anos em 2023[99]
- Ice Ribbon
  - International Ribbon Tag Team Championship (1 vez) – com Tequila Saya
  - Ice Ribbon Year-End Awards
    - Prêmio de Novata (2018) empatada com Tequila Saya[100]
- New Japan Pro Wrestling
  - Strong Women's Championship (1 vez)
- Pro Wrestling Illustrated
  - PWI a colocou na #16ª posição das 150 melhores lutadoras individuais no PWI Women's 150 em 2021[101]
  - PWI a colocou na #5ª posição das 50 melhores duplas no PWI Tag Team 50 em 2021 – com Syuri[102]
  - PWI a colocou na #2ª posição das 250 melhores lutadoras individuais no PWI Women's 250 em 2023[103][98]
- Tokyo Sports
  - Grande Prêmio de Luta Feminina (2020)
- Weekly Pro-Wrestling
  - Grande Prêmio de Luta Profissional Feminina (2020)[104]
- World Wonder Ring Stardom
  - Artist of Stardom Championship (2 vezes) – com Maika e Syuri (1),[27] Mai Sakurai e Thekla (1)
  - Goddesses of Stardom Championship (1 vez) – com Syuri[105]
  - Wonder of Stardom Championship (1 vez)[31]
  - World of Stardom Championship (1 vez)
  - Torneio Cinderella  (2020)[28]
  - 5★Star GP (2022)
  - 5★Star GP Awards
    - Prêmio de melhor luta do Red Stars
      - (2020) vs. Tam Nakano em 13 de setembro[106]
      - (2021) vs. Mayu Iwatani em 1 de agosto

  - Stardom Year-End Awards (6 vezes)
    - Prêmio de Melhor Luta
      - (2021) vs. Tam Nakano em 3 de março[107]
      - (2022) vs. Syuri em 29 de dezembro[108]
      - (2023) vs. Megan Bayne em 29 de dezembro[109]

    - Prêmio de Melhor Unidade (2020) como parte do Donna Del Mondo[110]
    - Prêmio de MVP (2020)[110]
    - Shining Award (2020)[110]
- WWE
  - Campeonato Feminino dos Estados Unidos da WWE (1 vez, atual)
  - Campeonato Feminino do NXT (1 vez)
  - Iron Survivor Challenge Feminino (2024)

### Lutas de Apostas
| Aposta | Vencedora  | Perdedora | Local         | Data               | Notas                                          |
| ------ | ---------- | --------- | ------------- | ------------------ | ---------------------------------------------- |
| Cabelo | Tam Nakano | Giulia    | Tóquio, Japão | 3 de março de 2021 | Cabelo vs. Cabelo no All Star Dream Cinderella |